# Llano de la Parota, Acatepec
Llano de la Parota är en ort i Mexiko.   Den ligger i kommunen Acatepec och delstaten Guerrero, i den södra delen av landet, 250 km söder om huvudstaden Mexico City. Llano de la Parota ligger 1 305 meter över havet och antalet invånare är 158.
Terrängen runt Llano de la Parota är lite bergig. Runt Llano de la Parota är det ganska tätbefolkat, med 58 invånare per kvadratkilometer. Närmaste större samhälle är San José la Hacienda, 19,6 km söder om Llano de la Parota. I omgivningarna runt Llano de la Parota växer huvudsakligen savannskog.